# Handekenskruid
Handekenskruid (Dactylorhiza) is een geslacht van planten uit de orchideeënfamilie (Orchidaceae). De botanische naam Dactylorhiza is ontleend aan het Oudgriekse δάκτυλος, daktulos (vinger) en ῥίζα, rhiza (wortel), wat betrekking heeft op de ondergrondse wortelknollen, die lijken op een hand met een aantal vingers. De bloemen variëren in kleur van diep paars tot lichtroze (vrijwel wit); één soort, de groene nachtorchis, heeft groene bloemen. Het is een geslacht waarvan het zwaartepunt in Europa ligt. Dat is vrij ongebruikelijk voor een geslacht uit deze familie. Binnen de Benelux is het een van de meest voorkomende geslachten van orchideeën. Het omvat enkele soorten die voor een orchidee vrij snel groeien en in pionieromstandigheden kunnen optreden.
Handekenskruid geldt als een voor taxonomen moeilijk geslacht. De onderverdeling in soorten is voortdurend onderwerp van discussie, en de flora's vertonen vaak verschillen in de wijze van indelen. Zo classificeerde Heukels' Flora van Nederland de rietorchis vanaf de 20e druk (1983) als ondersoort van de brede orchis, maar de Flora van België, het Groothertogdom Luxemburg, Noord-Frankrijk en aangrenzende gebieden classificeert hem steeds als soort. De reden van deze moeilijkheden is het voortdurend optreden van tussenvormen of natuurlijke kruisingen en het gebrek aan begrip over de wijze waarop nieuwe soorten ontstaan. Zo is inmiddels van de rietorchis duidelijk dat die is ontstaan uit een polyploïde kruising tussen enerzijds de vleeskleurige orchis en anderzijds de gevlekte orchis of bosorchis. In de klassieke botanie zou het taxon dan als hybride zijn benoemd: Dactylorhiza × praetermissa; met het verworven inzicht dat uit zulke kruisingen populaties ontstaan die de kenmerken van een soort hebben, blijft het teken dat de hybride aanduidt achterwege.

## Soorten
In Nederland en België komen de volgende soorten, ondersoorten en variëteiten voor:
- Dactylorhiza fuchsii (Druce) Soó Bosorchis
- Dactylorhiza incarnata (L.) Soó Vleeskleurige orchis
- Dactylorhiza maculata (L.) Soó Gevlekte orchis
  - Dactylorhiza maculata subsp. elodes (Griseb.) Soó Tengere heideorchis
  - Dactylorhiza maculata subsp. ericetorum (E.F.Linton) P.F.Hunt & Summerh. Heideorchis
- Dactylorhiza majalis (Rchb.) P.F.Hunt & Summerh. Brede orchis
- Dactylorhiza praetermissa (Druce) Soó Rietorchis
  - Dactylorhiza praetermissa var. junialis (Verm.) Senghas Gevlekte rietorchis
- Dactylorhiza purpurella (T.Stephenson & T.A.Stephenson) Soó Purperrode orchis
- Dactylorhiza sphagnicola (Höppner) Aver. Veenorchis
- Dactylorhiza viridis (L.) R.M.Bateman Groene nachtorchis

In Europa en Azië komen verder nog voor:
- Dactylorhiza alpestris (Pugsley) Aver. [ Pyreneeën, Alpen, Karpaten ]
- Dactylorhiza aristata (Fisch. ex Lindl.) Soó [ Oost-China tot Zuid-Alaska ]
- Dactylorhiza atlantica Kreutz & Vlaciha [ Marokko: Atlasgebergte ]
- Dactylorhiza baumanniana J.Hölz. & Künkele [ Bulgarije tot Noord-Griekenland ]
- Dactylorhiza cordigera (Fr.) Soó [ Zuidoost-Europa tot Oekraïne ]
- Dactylorhiza cyrnea W.Foelsche & Cord-Landwehr [ Corsica ]
- Dactylorhiza czerniakowskae Aver. [ Centraal-Azië ]
- Dactylorhiza durandii (Boiss. & Reut.) M.Laínz [ Marokko tot Noord-Algerije ]
- Dactylorhiza elata (Poir.) Soó Grote rietorchis [ West-Europa tot het westelijk Mediterraan gebied ]
- Dactylorhiza euxina (Nevski) Czerep. [ Noordoost-Turkije tot de Kaukasus ]
- Dactylorhiza foliosa (Rchb.f.) Soó [ Madeira ]
- Dactylorhiza francis-drucei (Wilmott) Aver. [ Schotland ]
- Dactylorhiza graggeriana (Soó) Soó [ Westelijke Himalaya ]
- Dactylorhiza hatagirea (D.Don) Soó [ Mongolië tot de Himalaya ]
- Dactylorhiza iberica (M.Bieb. ex Willd.) Soó [ Griekenland tot Iran ]
- Dactylorhiza insularis (Sommier) Landwehr [ westelijk Mediterraan gebied tot westelijk Centraal-Italië ]
- Dactylorhiza isculana Seiser [ Oostenrijk ]
- Dactylorhiza kafiriana Renz [ Kaukasus, Noordoost-Afghanistan tot de westelijke Himalaya ]
- Dactylorhiza kerryensis (Wilmott) P.F.Hunt & Summerh. [ West- en Zuid-Ierland, Noordelijk  Groot-Brittannië ]
- Dactylorhiza kulikalonica Chernyak. [ Centraal-Azië ]
- Dactylorhiza lapponica (Laest. ex Hartm.) Soó [ Noord-Europa, met Frankrijk, Tsjechië en Roemenië als zuidgrens ]
- Dactylorhiza maculata subsp. savogiensis (D.Tyteca & Gathoye) Kreutz [ Pyreneeën, westelijke Alpen ]
- Dactylorhiza magna (Czerniak.) Ikonn. [ Centraal-Azië ]
- Dactylorhiza osmanica (Klinge) Soó [ Turkije tot Syrië ]
- Dactylorhiza phoenissa (B.Baumann & H.Baumann) P.Delforge [ Libanon ]
- Dactylorhiza romana (Sebast.) Soó [ Mediterraan gebied tot Centraal-Azië ]
- Dactylorhiza russowii (Klinge) Holub [ Centraal-Europa tot Centraal-Siberië ]
- Dactylorhiza saccifera (Brongn.) Soó [ Mediterraan gebied ]
- Dactylorhiza salina (Turcz. ex Lindl.) Soó [ Kaukasus tot de Amoer ]
- Dactylorhiza sambucina (L.) Soó Vlierorchis [ Europa, met uitzondering van Groot-Brittannië, Ierland, Nederland en België ]
- Dactylorhiza sibirica Efimov [ Siberië ]
- Dactylorhiza sudetica (Poech ex Rchb.f.) Aver. [ Noord- en Oost-Europa tot Siberië ]
- Dactylorhiza traunsteineri (Saut. ex Rchb.) Soó Smalle orchis [ Noord-, Oost- en Zuidoost-Europa tot West-Siberië ]
- Dactylorhiza traunsteinerioides (Pugsley) Landwehr [ Groot-Brittannië en Ierland ]
- Dactylorhiza umbrosa (Kar. & Kir.) Nevski [ West- en Centraal-Azië tot Siberië ]
- Dactylorhiza urvilleana (Steud.) H.Baumann & Künkele [ Noord- en Noordoost Turkije tot Iran ]

## Hybriden
| Dactylorhiza × abantiana H.Baumann & Künkele                      | D. iberica × D. majalis subsp. nieschalkiorum                   |
| Dactylorhiza × aldenii H.Baumann                                  | D. iberica × D. majalis subsp. kalopissii                       |
| Dactylorhiza × altobracensis (Coste & Soulié) Soó                 | D. maculata × D. sambucina                                      |
| Dactylorhiza × alutiiqorum (A.Baum & H.Baum) J.M.H.Shaw           | D. aristata × D. viridis                                        |
| Dactylorhiza × aschersoniana (Hausskn.) Borsos & Soó              | D. incarnata × D. majalis                                       |
| Dactylorhiza × baicalica Aver.                                    | D. incarnata subsp. cruenta × D. salina                         |
| Dactylorhiza × balabaniana H.Baumann                              | D. iberica × D. urvilleana                                      |
| Dactylorhiza × bayburtiana H.Baumann                              | D. euxina × D. umbrosa                                          |
| Dactylorhiza × beckeriana (Höppner) Soó                           | D. incarnata × D. maculata × D. majalis                         |
| Dactylorhiza × boluiana H.Baumann                                 | D. majalis subsp. nieschalkiorum × D. saccifera                 |
| Dactylorhiza × braunii (Halácsy) Borsos & Soó                     | D. fuchsii × D. majalis                                         |
| Dactylorhiza × breviceras Renz & Taubenheim                       | D. osmanica × D. urvilleana                                     |
| Dactylorhiza × claudiopolitana (Simonk.) Borsos & Soó             | D. incarnata × D. maculata                                      |
| Dactylorhiza × conigera (Norman) B.Bock                           | D. maculata × D. viridis                                        |
| Dactylorhiza × csatoi (Soó) Soó                                   | D. cordigera × D. maculata                                      |
| Dactylorhiza × daunia W.Rossi                                     | D. cordigera subsp. pindica × D. saccifera                      |
| Dactylorhiza × delamainii (G.Keller ex T.Stephenson) Soó          | D. elata subsp. sesquipedalis × D. maculata                     |
| Dactylorhiza × dinglensis (Wilmott) Soó                           | D. kerryensis × D. maculata                                     |
| Dactylorhiza × drucei (A.Camus) Eccarius                          | D. majalis × D. viridis                                         |
| Dactylorhiza × dubreuilhii (G.Keller & Jeanj.) Soó                | D. elata subsp. sesquipedalis × D. incarnata                    |
| Dactylorhiza × dufftiana (M.Schulze) Soó                          | D. majalis × D. traunsteineri                                   |
| Dactylorhiza × dufftii (Hausskn.) Peitz                           | D. incarnata × D. traunsteineri                                 |
| Dactylorhiza × erdingeri (A.Kern.) B.Bock                         | D. sambucina × D. viridis                                       |
| Dactylorhiza × estonica Jagiello & Kuusk                          | D. fuchsii × D. traunsteineri                                   |
| Dactylorhiza × flixensis (Gsell) Soó                              | D. incarnata subsp. pulchella × D. traunsteineri                |
| Dactylorhiza × formosa Soó                                        | D. maculata × D. purpurella                                     |
| Dactylorhiza × fourkensis B.Willing & E.Willing                   | D. baumanniana × D. sambucina                                   |
| Dactylorhiza × gabretana (A.Fuchs) Soó                            | D. incarnata × D. maculata × D. sambucina                       |
| Dactylorhiza × godferyana (Soó) Peitz                             | D. majalis × D. praetermissa                                    |
| Dactylorhiza × grandis (Druce) P.F.Hunt                           | D. fuchsii × D. praetermissa                                    |
| Dactylorhiza × guilhotii (E.G.Camus) B.Bock                       | D. incarnata × D. viridis                                       |
| Dactylorhiza × guillaumeae C.Bernard                              | D. incarnata × D. sambucina                                     |
| Dactylorhiza × gustavssonii H.Baumann                             | D. iberica × D. saccifera                                       |
| Dactylorhiza × hallii (Druce) Soó                                 | D. maculata subsp. ericetorum × D. praetermissa                 |
| Dactylorhiza × hochreutinerana (K.Hellm.) Soó                     | D. alpestris × D. incarnata                                     |
| Dactylorhiza × influenza (Sennholz) Soó                           | D. fuchsii × D. sambucina                                       |
| Dactylorhiza × insignis (T.Stephenson & T.A.Stephenson) Soó       | D. praetermissa × D. purpurella                                 |
| Dactylorhiza × jenensis (Brand) Soó                               | D. maculata subsp. ericetorum × D. traunsteineri                |
| Dactylorhiza × juennensis Perko                                   | D. fuchsii × D. lapponica                                       |
| Dactylorhiza × katarana H.Baumann                                 | D. majalis subsp. kalopissii × D. saccifera                     |
| Dactylorhiza × kerneri (Soó) Soó                                  | D. fuchsii × D. incarnata                                       |
| Dactylorhiza × kopdagiana H.Baumann                               | D. iberica × D. umbrosa                                         |
| Dactylorhiza × latirella (P.M.Hall) Soó                           | D. incarnata × D. purpurella                                    |
| Dactylorhiza × lehmannii (Klinge) Soó                             | D. incarnata × D. russowii                                      |
| Dactylorhiza × megapolitana (Bisse) Soó                           | D. fuchsii × D. russowii                                        |
| Dactylorhiza × metsowonensis B.Baumann & H.Baumann                | D. majalis subsp. kalopissii × D. sambucina                     |
| Dactylorhiza × mixta (Asch. & Graebn.) B.Bock                     | D. fuchsii × D. viridis                                         |
| Dactylorhiza × nevskii H.Baumann & Künkele                        | D. osmanica × D. umbrosa                                        |
| Dactylorhiza × ornonensis (G.Keller & Jeanj.) Soó                 | D. elata subsp. sesquipedalis × D. incarnata × D. maculata      |
| Dactylorhiza × paridaeniana Kreutz                                | D. elata subsp. sesquipedalis × D. praetermissa                 |
| Dactylorhiza × perez-chiscanoi F.M.Vázquez                        | D. elata subsp. sesquipedalis × D. traunsteineri subsp. irenica |
| Dactylorhiza × pontica (Kohlmüller) P.Delforge                    | D. urvilleana × D. viridis                                      |
| Dactylorhiza × renzii H.Baumann & Künkele                         | D. incarnata × D. majalis subsp. nieschalkiorum                 |
| Dactylorhiza × rizeana Renz & Taubenheim                          | D. euxina × D. urvilleana                                       |
| Dactylorhiza × rombucina (Cif. & Giacom.) Soó                     | D. romana × D. sambucina                                        |
| Dactylorhiza × ruppertii (M.Schulze) Borsos & Soó                 | D. majalis × D. sambucina                                       |
| Dactylorhiza × senayi (Alleiz.) Soó                               | D. majalis × D. maculata                                        |
| Dactylorhiza × serbica (H.Fleischm.) Soó                          | D. incarnata × D. saccifera                                     |
| Dactylorhiza × sivasiana E.Baumann & Künkele ex Renz & Taubenheim | D. umbrosa × D. urvilleana                                      |
| Dactylorhiza × sooi (Ruppert ex Soó) Soó                          | D. alpestris × D. fuchsii                                       |
| Dactylorhiza × souflikensis B.Willing & E.Willing                 | D. baumanniana × D. cordigera subsp. pindica                    |
| Dactylorhiza × stagni-novi D.Tyteca & Gathoye                     | D. elata subsp. sesquipedalis × D. fuchsii                      |
| Dactylorhiza × szaboiana (Soó) Soó                                | D. cordigera × D. sudetica                                      |
| Dactylorhiza × transiens (Druce) Soó                              | D. fuchsii × D. maculata subsp. ericetorum                      |
| Dactylorhiza × turcestanica (G.Keller & Soó) Oddone               | D. umbrosa × D. viridis                                         |
| Dactylorhiza × vallis-peenae Kümpel                               | D. majalis × D. russowii                                        |
| Dactylorhiza × venusta (T.Stephenson & T.A.Stephenson) Soó        | D. fuchsii × D. purpurella                                      |
| Dactylorhiza × viridella (Hesl.-Harr.) Oddone                     | D. purpurella × D. viridis                                      |
| Dactylorhiza × vitosana H.Baumann                                 | D. saccifera × D. sambucina                                     |
| Dactylorhiza × vogtiana H.Baumann                                 | D. iberica × D. incarnata                                       |
| Dactylorhiza × vorasica B.Willing & E.Willing                     | D. cordigera × D. sambucina                                     |
| Dactylorhiza × weissenbachiana Perko                              | D. incarnata × D. lapponica                                     |

D. alpestris · 
D. aristata · 
D. atlantica · 
D. baumanniana · 
D. cordigera · 
D. cyrnea · 
D. czerniakowskae · 
D. durandii · 
D. elata (Grote rietorchis) · 
D. euxina · 
D. foliosa · 
D. francis-drucei · 
D. fuchsii (Bosorchis) · 
D. graggeriana · 
D. hatagirea · 
D. iberica · 
D. incarnata (Vleeskleurige orchis) · 
D. insularis · 
D. isculana · 
D. kafiriana · 
D. kerryensis · 
D. kulikalonica · 
D. lapponica · 
D. maculata (Gevlekte orchis) · 
D. maculata subsp. elodes (Tengere heideorchis) · 
D. maculata subsp. ericetorum (Heideorchis) · 
D. maculata subsp. savogiensis · 
D. magna · 
D. majalis (Brede orchis) · 
D. osmanica · 
D. phoenissa · 
D. praetermissa (Rietorchis) · 
D. praetermissa var. junialis (Gevlekte rietorchis) · 
D. purpurella (Purperrode orchis) · 
D. romana · 
D. russowii · 
D. saccifera · 
D. salina · 
D. sambucina (Vlierorchis) · 
D. sibirica · 
D. sphagnicola (Veenorchis) · 
D. sudetica · 
D. traunsteineri (Smalle orchis) · 
D. traunsteinerioides · 
D. umbrosa · 
D. urvilleana · 
D. viridis (Groene nachtorchis)